# Johannes Schneider (Prähistoriker)
Johannes Wilhelm Schneider (* 2. März 1931 in Bautzen; † 11. Dezember 1989 in Halle (Saale)) war ein deutscher Prähistoriker.

## Leben
Johannes Schneider stammte aus Bautzen, wo er nach dem Besuch der Grund- und Oberschule im September 1945 zunächst als Ziegelputzer in einer Baufirma arbeitete. Später konnte er seine Schullaufbahn fortsetzen. 1949 legte er das Abitur ab. Danach arbeitete er kurzzeitig erneut im Bauwesen. 1950 absolvierte er zunächst ein unbezahltes Praktikum am Museum Bautzen und begann später im Jahr ein Studium der Vor- und Frühgeschichte an der Universität Leipzig bei Friedrich Behn und Gerhard Mildenberger. Als Nebenfächer studierte er Kunstgeschichte und Völkerkunde; außerdem besuchte er Vorlesungen in Klassischer Archäologie, Ägyptologie und Volkskunde. Mit der Arbeit Studien zur jüngeren Bronzezeit der Niederlausitz erlangte er 1954 das Diplom.
Nach dem Studium arbeitete Schneider zunächst bis 1957 am Museum für Ur- und Frühgeschichte in Potsdam, wo er in der Bodendenkmalpflege und bei Rettungsgrabungen tätig war. Über die Nachwuchsförderung der Sektion für Vor- und Frühgeschichte der Deutschen Akademie der Wissenschaften arbeitete er 1958 unter Leitung von E. Nickel in der Stadtkernforschung in Magdeburg und 1959 am Museum für Ur- und Frühgeschichte Thüringens in Weimar, wo er an weiteren Rettungsgrabungen teilnahm. 1960 ging er ans Kreisheimatmuseum Genthin, wechselte aber schon 1961 ans Landesmuseum für Vorgeschichte nach Halle (Saale), wo er schließlich eine dauerhafte Anstellung fand. Er arbeitete dort zuerst als wissenschaftliche Führungskraft und setzte daneben seine in Genthin begonnene bodendenkmalpflegerische Arbeit im Elb-Havel-Winkel fort. 1962 wurde er Bezirkspfleger für ur- und frühgeschichtliche Bodenaltertümer im Bezirk Magdeburg. 1965 promovierte Schneider an der Martin-Luther-Universität Halle-Wittenberg zum Thema Die jüngere Bronzezeit des Bezirkes Cottbus.
Schneiders Forschungsinteresse galt vor allem der Bronzezeit, doch machten Rettungsgrabungen auch eine intensive Beschäftigung mit Fundplätzen anderer Zeitstellung nötig, darunter ein völkerwanderungszeitliches Gräberfeld in Deersheim, Landkreis Harz sowie mehrere Fundplätze aus dem slawischen Frühmittelalter. 1981 wurde er Abteilungsleiter für Bodendenkmalpflege. Aus gesundheitlichen Gründen wechselte er aber 1985 in die Abteilung Sammlungen und Archiv.
Schneider arbeitete mehrere Jahre lang im Vorstand der Fachgruppe Ur- und Frühgeschichte der Historiker-Gesellschaft der DDR. Er war auch politisch aktiv. Seit 1949 war er Mitglied der LDPD. In den 1970er und 1980er Jahren war er Mitglied des Stadtbezirksvorstands in Halle. Er engagierte sich außerdem in der Gesellschaft für Deutsch-Sowjetische Freundschaft.
Am 11. Dezember 1989 starb Johannes Schneider nach längerer Krankheit. Er ist auf dem Laurentiusfriedhof in Halle beigesetzt.

## Schriften
- Studien zur jüngeren Bronzezeit der Niederlausitz. Diplomarbeit, Leipzig 1954.
- Studien zur Lausitzer Kultur (= Forschungen zur Vor- und Frühgeschichte. Band 3). Barth, Leipzig 1958.
- Die jüngere Bronzezeit des Bezirkes Cottbus. Promotion, Halle (Saale) 1966 = Die Bronzezeit im Bezirk Cottbus (= Studien zur Lausitzer Kultur. Band 7). Beier & Beran, Langenweißbach 2017, ISBN 978-3-95741-076-4.
- Die Burg Plote und andere Burgen des Elbe-Havel-Gebietes. Vom 7.–12. Jh. Ergebnisse d. Ausgrabung 1976 auf d. Gelände d. ehem. Burg Plote bei Genthin (= Zur Geschichte der Stadt und des Kreises Genthin. Band 7). Kreisheimatmuseum Genthin, Genthin 1979.